# Акбулак (Жанасемейський район)
Акбула́к (каз. Ақбұлақ) — село у складі Жанасемейського району Абайської області Казахстану. Адміністративний центр Акбулацького сільського округу.
Населення — 388 осіб (2021; 421 у 2009, 740 у 1999, 1128 у 1989).
Національний склад станом на 1989 рік:
- казахи — 100 %